# Paul Gailly
Paul Gailly (Brussel, 2 augustus 1894 - Sint-Joost-ten-Node, 5 mei 1969) was een Belgisch waterpolospeler.
Paul Gailly nam als waterpoloër tweemaal deel aan de Olympische Spelen; in 1920 en 1924. In 1920 speelde hij voor het team dat een zilveren medaille won. Vier jaar later, in 1924 speelde hij wederom voor België en won wederom een zilveren medaille.
Gérard Blitz · 
René Bauwens · 
Maurice Blitz · 
Pierre Dewin · 
Albert Durant ·
Paul Gailly · 
Pierre Nijs · 
Joseph Pletincx
Gérard Blitz · 
Maurice Blitz · 
Pierre Dewin · 
Albert Durant · 
Paul Gailly · 
Joseph Pletincx · 
Joseph De Combe · 
Joseph Cludts · 
Georges Fleurix · 
Jules Thiry · 
Jean-Pierre Vermetten
- Bibliothèque nationale de France: cb169439179 (data)
- International Standard Name Identifier: 0000 0004 5100 4116
- Virtual International Authority File: 316738315